# Neusiedler See
Neusiedler See (ungarsk: Fertő tó) er den eneste steppesø i Centraleuropa. Den ligger på grænsen mellem Ungarn og Østrig. Søen er 315 km², de 240 km² i Østrig og 75 km² i Ungarn. Søen er Østrigs største.
Neusiedlersee er 36 km fra nord til syd og mellem 6 og 12 km fra øst til vest. I gennemsnit 115,45 meter over Adriaterhavet og med en maksimumdybde på 1,8 m. Gennemsnitsdybden er 1 m. Søen har kun få naturlige til- og afløb, og søens vandniveau kan påvirkes af regn eller tørke pga. dens ringe dybde. Søen har gennem århundreder haft forskellig størrelse, og i flere perioder har den stort set været udtørret. I andre perioder har søen haft større udstrækning end i dag; senest i 1941, hvor søen gik langt over sine bredder. I 1965 påbegyndte man et sluseanlæg, der siden har reguleret søens vandstand.
Store dele af søen er omgivet af tagrør og sivplanter. Vandet indeholder store mængder salt på grund af fordampningen fra søen samt gytje, som kommer op fra bundsedimenter. I sommermånederne kan der i sivene opstå brande, der spreder sig hurtigt med vinden.
Inden reguleringsarbejderne i 1900-tallet strakte søen sig mod sydøst helt til Hanság, der i dag er et større sumpområde. Søen var tæt forbundet til Donau og Raab, men i dag styres vandniveauet gennem den ungarske sluse ved Mekszikópuszta. Østrig og Ungarn samarbejder om søen gennem den østrigske og ungarske vandkommission. Nationalpark Neusiedler See-Seewinkel er en nationalpark, der beskytter landskabet rundt om søen. Naturparken blev i 2001 optaget på UNESCOs Verdensarvsliste samt klassificeret som biosfærereservat.
Søen tiltrækker et meget stort antal turister, da den byder på gode muligheder for sejlads og vindsurfing. Vandet på grund af dybden på varme dage nå temperaturer nær 30° C, og den er derfor også et attraktivt badested. Søen har kommercielt fiskeri.
Større byer omkring søen er Illmitz, Podersdorf, Weiden am See, Neusiedl am See, Jois, Winden, Breitenbrunn, Purbach, Donnerskirchen, Oggau, Rust og Mörbisch i Østrig samt Mekszikópuszta i Ungarn.